# Andriej Aloszyn
Andriej Wasiljewicz Aloszyn (ros. Андрей Васильевич Алёшин, ur. 21 maja?/3 czerwca 1905 we wsi Nowosiołki w rejonie kozielskim w obwodzie kałuskim, zm. 11 kwietnia 1974 we wsi Popielewo w rejonie kozielskim) – radziecki wojskowy, Bohater Związku Radzieckiego (1945).

## Życiorys
Urodził się w rodzinie chłopskiej. W wieku 7 lat stracił ojca. Skończył dwie klasy szkoły powszechnej, potem został samoukiem, 1925-1930 był przewodniczącym sielsowietu (rady wiejskiej), potem buchalterem na Stacji Maszynowo-Traktorowej w Kozielsku i rachmistrzem w kołchozie. 
Od 1938 służył w Armii Czerwonej, 1939-1940 uczestniczył w wojnie z Finlandią, po zakończeniu której został zdemobilizowany i wrócił do domu. 
W grudniu 1940 ponownie powołano go do armii, brał udział w wojnie z Niemcami jako kawalerzysta i później artylerzysta, walczył na Froncie Zachodnim, Centralnym, Briańskim i 1 Białoruskim.
Od 1943 należał do WKP(b). 
27 lipca 1944 w składzie 175 pułku artylerii moździerzowej 4 Dywizji Kawalerii 2 Gwardyjskiego Korpusu Kawalerii 1 Frontu Białoruskiego w stopniu sierżanta brał udział w wyzwalaniu Międzyrzeca Podlaskiego, pod koniec stycznia 1945 w walkach o Więcbork, 5 lutego 1945 w walkach na południowy zachód od Szczecina, a na początku maja 1945 w walkach o Fürstenwalde (Niemcy), w których się wyróżnił. 
Po zakończeniu wojny został zdemobilizowany w stopniu starszego sierżanta i pracował jako główny księgowy w sowchozie. Jego imieniem nazwano ulicę w Kozielsku.

## Odznaczenia
- Złota Gwiazda Bohatera Związku Radzieckiego (31 maja 1945)
- Order Lenina (31 maja 1945)
- Order Sławy I klasy (19 sierpnia 1955)
- Order Sławy II klasy (18 czerwca 1945)
- Order Sławy III klasy (dwukrotnie, 11 sierpnia 1944 i 11 marca 1945)
- Order Wojny Ojczyźnianej I klasy (13 lutego 1944)
- Medal „Za zasługi bojowe” (1943)
- Medal „Za zwycięstwo nad Niemcami w Wielkiej Wojnie Ojczyźnianej 1941–1945”
- Medal „Za obronę Moskwy”
- Medal „Za wyzwolenie Warszawy”
- Medal „Za zdobycie Berlina”
- Medal „Weteran pracy”